# Memecylon royenii
Memecylon royenii är en tvåhjärtbladig växtart som beskrevs av Carl Ludwig von Blume. Memecylon royenii ingår i släktet Memecylon och familjen Melastomataceae. IUCN kategoriserar arten globalt som sårbar. Inga underarter finns listade i Catalogue of Life.